# Hip-Hip i Hurra
Hip-Hip i Hurra – polski serial animowany autorstwa Elżbiety Wąsik, wyprodukowany przez Studio Miniatur Filmowych, obecnie emitowany na stacji Kino Polska. Serial miał premierę 7 maja 2011 roku na kanale Kino Polska, a od 1 października 2014 roku emitowany jest na kanale JimJam oraz TVP ABC. Od września 2012 serial emitowany był także w argentyńskiej telewizji Pakapaka, gdzie cieszył się sporą popularnością, obecnie emitowany jest także w Portugalii, Rumunii, Francji i kilku innych państwach Europy. Każdy odcinek trwa 13 minut. Serial ma charakter edukacyjny, jednocześnie jest parodią seriali detektywistycznych, pełen humoru i komediowych zwrotów akcji. Obecnie powstały dwa sezony serialu.

## Treść
Akcja rozgrywa się w świecie zdominowanym przez mówiące zwierzęta. Serial koncentruje się na przygodach duetu detektywów Hip-Hipa i Hurry. Każda zagadka prowadzi do zgłębienia jakiejś prawdy przyrodniczej (jak powstają chmury, wiatr, tęcza, skąd się biorą dzieci, fakty na temat zwierząt, roślin, owadów etc.) Jednocześnie na boku rozgrywa się romans między Hipem a jego sąsiadką żyrafą Różą.

## Bohaterowie
- Hip-Hip  (w skrócie „Hip”) – różowy hipopotam, detektyw. Wnikliwy i dociekliwy, jednocześnie skromny i przewrażliwiony na punkcie swojego wyglądu. Wszyscy w miasteczku mają do niego ogromny szacunek i budzi w nich autorytet. Uwielbia przebieranie się w różne kostiumy w czasie swoich akcji, jednak zwykle jest łatwo rozpoznawany. Jak zostaje pokazane w odcinku 3 - gra na gitarze. Ma siostrę bliźniaczkę imieniem Hopla (głos podkłada Grzegorz Kwiecień, a od serii drugiej Marcin Graj)
- Hurra – fioletowa łasica, zwinny acz roztargniony asystent Hip-Hipa. Pełen entuzjazmu, łatwo się wszystkim ekscytuje i zwykle buja w obłokach proponując Hipowi najbardziej absurdalne rozwiązania. Czasem działa Hip-Hipowi na nerwy jednak są generalnie bardzo zgranym zespołem i zwykle stara robić się wszystko o co partner go poprosi. Podobnie jak Hip-Hip uwielbia przebieranki. Nie cierpi gdy inne zwierzątka biorą go za wydrę (głos podkłada Krzysztof Szczerbiński)
- Róża – żyrafa-malarka (obrazy maluje swoim ogonem), sąsiadka Hip-Hipa, który jest w niej zakochany. Mówi z francuskim akcentem i nie wymawia „r”. Dorabia jako pielęgniarka, (głos podkłada Barbara Kałużna)
- Ciotka Kura – właścicielka domu w którym mieszka Hip-Hip, gdzie mieści się również jego gabinet. Pracowita gosposia, uważa pracę Hipa i Hurry za zabawę i często powtarza „Najpierw udowodnij a potem oskarżaj”, (głos podkłada Elżbieta Gaertner)
- Mrówka Misia – zamieszkuje pudełko po zapałkach w przedniej kieszeni bluzki Hip-Hipa. Jest jego praktykantką i bardzo chce zostać detektywem. Często pełni rolę szpiega. Choć zwykle jest leniwa i śpiąca udaje jej się rozwiązać kilka zagadek. Pojawia się co jakiś czas (głos podkłada Joanna Pach)

## Inne postacie
- Paw – mówiący wyniośle narcyz z obsesją na punkcie swojego ogona który robi wrażenie na wszystkich ptakach płci pięknej. Pracuje jako prezenter w lokalnej stacji telewizyjnej „Ćwir TV”. Jest także krytykiem sztuki i potrafi być niezwykle ostry w swoich osądach (głos podkłada Jarosław Boberek)
- Koliber – awanturnik i agresor. Mówi zachrypłym głosem parodiującym postać Józefa Balcerka z serialu Alternatywy 4. Pracuje jako ochroniarz w banku i jest wokalistą w zespole „Zwierzyniec” (głos podkłada Jarosław Boberek)
- Żuraw – Dyrektor banku, bardzo łatwo popada w panikę i paranoję. Jego najlepszą przyjaciółką jest gąsieniczka, która później staje się motylem. Gra na perkusji w zespole „Zwierzyniec”. W serii 1 pojawił się tylko w odcinku 4 ale w serii drugiej pojawia się bardzo często (Głos podkłada Janusz Wituch)
- Wiewiórka – nieziemsko ciekawska (czasem podgląda co inni robią) i lubiąca roznosić plotki. Często puka się w czoło. (Głos podkłada Jarosław Boberek)
- Kinga – Atrakcyjna kangurzyca, listonoszka i dziewczyna Hurry. Przeprowadziła się do Polski z Australii. Miła choć bardzo ekscentryczna. Jej najlepszą przyjaciółką jest kwiatek doniczkowy imieniem Adelka którą Kinga jako jedyna słyszy. Często zabiera ją do kina, na łyżwy, wyprawia jej urodziny etc. Gra na gitarze w zespole „Zwierzyniec”, a jej hobby to fotografia. (Głos podkłada Anna Sroka)
- Rodzina misiów – Pan Miś, jego żona Mariolka i syn adresowany zwykle jako Synek. Pan Miś ma stereotypowy praski akcent i chodzi ubrany tylko w podkoszulkę, krótkie spodenki i okulary. Bywa nerwowy ale jest bardzo leniwy i roztargniony. W jednym odcinku pojawia się też dalsza rodzina : Polarny, Panna Wargacz i Panda (Głos Pana Misia podkłada Jarosław Boberek, Panią Misiową Janusz Wituch, a Synka Krzysztof Szczerbiński.)
- Papugi, Ernest i Greta – Wiecznie kłócące się małżeństwo. Mówią skrzeczącymi głosami (Ernesta gra Janusz Wituch, a Gretę Joanna Pach)
- Goryl – Przyjaciel Hip-Hipa i Hurry. Choć wygląda groźnie jest niezwykle sympatyczny, pogodny i pomocny. Pracuje w elektrowni wiatrowej i jeździ na skuterze. W kilku odcinkach detektywi podejrzewali go o bycie winowajcą ale za każdym razem okazał się niewinnym. Ma żonę i rocznego synka. (Głos podkłada Janusz Wituch)
- Inżynier Bobrowski – budowniczy tam. Przyjaciel Hip-Hipa i Hurry, ma dwóch młodszych asystentów. (Głos podkłada Alik Matuszewski)

## Odcinki
| 1 | Ogromne kolorowe i ma dwie nogi                | Elżbieta Wąsik                   | Elżbieta Wąsik                          | 7 Maja 2011          |
| Małpa i papuga Greta wynajmują Hipa i Hurrę by rozwiązał zagadkę tajemniczego kolorowego przedmiotu, który pojawił się w ich ogródkach po czym zniknął bez śladu. |                                                |                                  |                                         |                      |
| 2 | Dlaczego Paw został wyrzucony z ptasiej opery? | Bolesław Ugielski                | Elżbieta Wąsik                          | 8 Maja 2011          |
| Narcystyczny paw prosi Hipa i Hurrę by odkryli czemu został wyrzucony ze swojej pracy w „Ptasiej Operze”, która z kolei z niewyjaśnionych powodów została zamknięta. |                                                |                                  |                                         |                      |
| 3 | Kto skopał ogród?                              | Andrzej Szych                    | Elżbieta Wąsik                          | 14 Maja 2011         |
| Hip-Hip zaczyna zakradać się nocami do ogródka Róży z gitarą, gdzie śpiewa jej romantyczne piosenki. Kolejnego dnia w ogródku Żyrafy pojawia się cała masa wykopków. Jakie może być powiązanie? |                                                |                                  |                                         |                      |
| 4 | Tajemnicze zniknięcie gąsienicy                | Wiesław Zięba                    | Elżbieta Wąsik                          | 15 Maja 2011         |
| Rozhisteryzowany żuraw prosi Hipa o pomoc w odnalezieniu swojej najlepszej przyjaciółki gąsienicy, która zaginęła w tajemniczych okolicznościach. |                                                |                                  |                                         |                      |
| 5 | Skąd ten zapach?                               | Bolesław Ugielski                | Elżbieta Wąsik                          | 21 Maja 2011         |
| Żyrafa Róża nie rozumie czemu kwiaty która namalowała nie pachną. Hip-Hip obiecuje jej, że odkryje tajemnicę i wraz z Hurrą (z którą przebierają się za kwiaty) i mrówką Misią udają się na misję szpiegowską do ogródka. |                                                |                                  |                                         |                      |
| 6 | Dlaczego urósł brzuch sąsiadce?                | Elżbieta Wąsik                   | Elżbieta Wąsik                          | 22 Maja 2011         |
| Panu Ośmiornicy zaginęła piłka i podejrzewa swoją sąsiadkę gorylicę o kradzież – jej brzuch ostatnio urósł i ciągle go głaszcze. Jest święcie przekonany, że ukryła ją pod sukienką. Hip-Hip podrzuca gorylicy mrówkę Misię jako szpiega. |                                                |                                  |                                         |                      |
| 7 | Kto odchudził Księżyc?                         | Mikołaj Pilchowski               | Elżbieta Wąsik                          | 28 Maja 2011         |
| Zbulwersowany wilk odmawia wycia do księżyca ponieważ z okrągłego przemienił się w rogalik. Hip-Hip i Hurra wszczynają dochodzenie, w którym pomaga im Pani sowa. |                                                |                                  |                                         |                      |
| 8 | Skrzydlaty Idol                                | Bolesław Ugielski                | Maciej Kur, Elżbieta Wąsik              | 4 czerwca 2011       |
| Hip-Hip i Hurra zostają zatrudnieni jako ochroniarze przez pawia w trzeciej edycji „Skrzydlatego Idola” (parodia Idola). Konkurs reżyseruje lama i startują w nim ptaki płci męskiej – w tym struś, ptak rajski, orzeł, koliber i kogut. Rywalizują o „Złote Ziarno”. Ponieważ jednak w jury zasiadają ich żony dochodzi zawsze do draki i konkurs kończy się nierozstrzygnięty. Bohaterowie postanawiają sprawić by tym razem zakończył się sukcesem.                                                                                                   |                                                |                                  |                                         |                      |
| 9 | Gdzie się podziała moja chmurka?               | Wiesław Zięba                    | Marcin Graj, Elżbieta Wąsik             | 5 czerwca 2011       |
| Żyrafa Róża nie może dokończyć swojego nowego portretu ponieważ chmurka ciągle jej znika bądź zmienia miejsce położenia. W celu dokładniejszego zbadania chmury Hip-Hip i Hurra udają się na szczyt wzgórza. |                                                |                                  |                                         |                      |
| 10 | Kto porwał bociany?                            | Szymon Adamski                   | Elżbieta Wąsik, Włodzimierz Matuszewski | 11 czerwca 2011      |
| Zaginęła rodzinna bocianów, sąsiedzi papug Grety i Ernesta, Hip-Hip i Hurra podejrzewają rodzinę niedźwiedzi. |                                                |                                  |                                         |                      |
| 11 | Smacznego Adelko                               | Bolesław Ugielski                | Maciek Kur, Marcin Graj, Elżbieta Wąsik | 12 czerwca 2011      |
| Listonoszka kangurzyca Kinga ma dylemat. Jej ulubiony kwiatek Adelka ciągle zmienia położenia listków – jak to wyjaśnić? Hip-Hip, Hurra i Mrówka Misia postanawiają rozwiązać zagadkę, jednak sprawę utrudnia Hurra który chorobliwie zakochał się w Kindze. |                                                |                                  |                                         |                      |
| 12 | Skąd ten wiatr?                                | Wiesław Zięba                    | Marcin Graj, Maciek Kur, Elżbieta Wąsik | 18 czerwca 2011      |
| Miasteczko Hipa nawiedza potężna wichura. Lama, szop pracz, koliber i inne zwierzęta są oburzone tym zjawiskiem i proszą Hipa by odkrył źródło wiatru. |                                                |                                  |                                         |                      |
| 13 | Gdzie rosną perły?                             | Elżbieta Wąsik                   | Maciek Kur, Marcin Graj, Elżbieta Wąsik | 19 czerwca 2011      |
| Sroka wynajmuje Hipa i Hurrę by odnaleźli perłę która wypadła z jej dzioba w czasie lotu. Jak podejrzewa ukradła ją panna Małż i przetrzymuje ją w środku swojej muszli. Hip i Hurra postanawiają znaleźć sposób by Małża otworzyła swoje usta. W międzyczasie Hip gubi prezent urodzinowy dla żyrafy Róży i jest bardzo zdołowany tym faktem. |                                                |                                  |                                         |                      |
| 14 | Kto mnie przedrzeźnia?                         | Elżbieta Wąsik                   | Marcin Graj, Elżbieta Wąsik             | 14 października 2014 |
| Gdy Pan Słoń zabłądził w lesie tajemniczy głos zaczął go przedrzeźniać. Hip-Hip i Hurra postanawiają odnaleźć winowajcę. Jednocześnie zakładają się o to, który z dwójki będzie ciszej. |                                                |                                  |                                         |                      |
| 15 | Kto przemalował liście?                        | Bolesław Ugielski                | Marcin Graj, Elżbieta Wąsik             | 15 października 2014 |
| Ktoś przemalował wszystkie liście w drzewie dzięcioła na kolor żółty. Hip-Hip zaczyna się martwić gdy wszystkie poszlaki zaczynają wskazywać jego ukochaną – Żyrafę Różę. |                                                |                                  |                                         |                      |
| 16 | Gdzie jest Leon?                               | Szymon Adamski                   | Marcin Graj, Elżbieta Wąsik             | 16 października 2014 |
| W trakcie burzy, z zielonej szkoły zniknął malec imieniem Leon. By go odnaleźć Hip-Hip postanawia wypróbować swój nowy zestaw przebrań który pomaga mu stać się niewidzialnym. |                                                |                                  |                                         |                      |
| 17 | Zagadkowe zniknięcie Koli                      | Tomek Ducki                      | Maciej Kur, Marcin Graj, Elżbieta Wąsik | 17 października 2014 |
| Ktoś kradnie kolię Kukułki. Jak się wkrótce okazuje całe miasteczko ogarnia fala kradzieży błyszczących przedmiotów. Hip-Hip i Hurra łapią winowajczynię którą okazuje się być Sroka jednak ta twierdzi, że jest niewinna. Hip-Hip uznaje, że sprawę musi rozstrzygnąć sąd i zwierzątka wytaczają Sroce proces. |                                                |                                  |                                         |                      |
| 18 | Kto chce przestraszyć Myszkę Odważną?          | Elżbieta Wąsik                   | Maciej Kur, Marcin Graj, Elżbieta Wąsik | 18 października 2014 |
| Myszka Odważna dzwoni do Hipa w środku nocy. Jak twierdzi na jej strychu zagnieździł się wampir. Odcinek parodiuje horrory, a także film Pogromcy duchów. |                                                |                                  |                                         |                      |
| 19 | Kto zakłócił ciszę nocną?                      | Tomek Ducki                      | Marcin Graj, Maciej Kur, Elżbieta Wąsik | 19 października 2014 |
| Wiecznie zaspany Miś Koala prosi detektywów by znaleźli winowajcę który budził go w nocy. Hurra dostaje podręcznik detektywa i usiłuje rozwiązać zagadki wyłącznie według jego wskazówek ignorując typowe metody Hipa. W międzyczasie Mrówka Misia próbuje wstąpić do zespołu „Zwierzyniec” (w skład wchodzą Żuraw, Słoń, Koliber i Kinga) |                                                |                                  |                                         |                      |
| 20 | Wielkie małe gwiazdy!                          | Elżbieta Wąsik                   | Maciek Kur, Marcin Graj, Elżbieta Wąsik | 20 października 2014 |
| Kinga dostaje hopla na punkcie fotografowania wszystkiego. Hip-Hip znajduje zdjęcie na którym słoń jest malutki, a Mrówka Misia gigantyczna. Ale jak to możliwe? Hip-Hip i Hurra przeprowadzają śledztwo, próbują rozwiązać zagadkę jednak notorycznie przeszkadza im Paw. Usłyszał jak Hurra mówi, że gwiazdy na niebie są „tycie” i jako wielki gwiazdor oburzony próbuje udowodnić, że są w błędzie. W międzyczasie żuraw, goryl i kilka innych zwierzątek widząc zdjęcie z gigantyczną mrówką wpadają w panikę i postanawiając ewakuować miasteczko. |                                                |                                  |                                         |                      |
| 21 | Kto pomalował moją przyjaciółkę w paski?       | Mariusz Włodarki, Elżbieta Wąsik | Maciek Kur, Marcin Graj, Elżbieta Wąsik | 21 października 2014 |
| Koń Kary rozpacza ponieważ jego ukochana Klacz Siwa zupełnie go nie poznaje i w dodatku ma na sobie dziwne czarne pasy. Hip-Hip i Hurra zaczynają śledztwo co prowadzi ich na wyścigi konne |                                                |                                  |                                         |                      |
| 22 | Gdzie zniknęły drzewa?                         | Elżbieta Wąsik                   | Maciek Kur, Marcin Graj, Elżbieta Wąsik | 22 października 2014 |
| Żyrafa Róża ma straszliwy koszmar w którym jej nowa wystawa okazuje się niewypałem. Postanawia namalować nowy obraz który „powali” Pawia-krytyka, jednak na drugi dzień owe drzewa znikają. W celu dokonania śledztwa Hip-Hip i Hurra postanawiają się przebrać za drzewa. W międzyczasie Mrówka Misa próbuje spowolnić Pawia przed przybyciem na wystawę. |                                                |                                  |                                         |                      |
| 23 | Skąd się biorą bruneci o kręconych włosach?    | Mikołaj Pilchowski               | Maciek Kur, Marcin Graj, Elżbieta Wąsik | 23 października 2014 |
| Do Hipa przybywa jego siostra Hopla. Po wspólnym przejrzeniu albumu rodzinnego Hip-Hip robi się zmartwiony gdyż jak spostrzega wszyscy w rodzinie mieli kręcone włosy, a on jako jedyny proste. Jak to możliwe, że nie jest podobny do własnej rodziny? Wraz z Hurrą i Mrówką Misią ruszają znaleźć odpowiedź przepytując najstarsze zwierzęta o to jakie włosy mieli jego przodkowie. W międzyczasie wszystkie zwierzątka w mieście biorą Hoplę za Hipa i nachodzą ją ciągle prosząc o pomoc w rozwiązaniu różnych zagadek.                             |                                                |                                  |                                         |                      |
| 24 | Kto ukradł słońce?                             | Elżbieta Wąsik                   | Marcin Graj, Maciek Kur, Elżbieta Wąsik | 24 października 2014 |
| W dzień przed Bożym narodzeniem do Hip-Hipa przychodzi Żyrafa Róża. Miała namalować gorylowi i jego rodzinie portret w plenerze jednak słońce zaszło szybciej niż zawsze, a kolejnego dnia miało miejsce to samo. W trakcie śledztwa Hip-Hip i Hurra spotyka Kingę która opowiada, że u jej rodziny w Australii jest teraz upał. Hip-Hip podejrzewa listonoszkę o kradzież słońca. Zbulwersowany Hurra próbuje udowodnić, że Hip-Hip jest w błędzie. |                                                |                                  |                                         |                      |
| 25 | Gdzie zniknął drugi brzeg rzeki?               | Szymon Adamski                   | Maciek Kur, Elżbieta Wąsik              | 25 października 2014 |
| Inżynier Bobrowski nachodzi Hip-Hipa i Hurrę w trakcie pobytu w saunie parowej. Jak twierdzi gdy wracał nad ranem ujrzał jak cały drugi brzeg rzeki znika w tym jego dom i bank Żurawia. Gdy Żuraw się dowiaduje wpada w wyjątkową panikę. Hip-Hip i Hurra przychodzą w nocy by rozwiązać zagadkę. |                                                |                                  |                                         |                      |
| 26 | U Misiów na urodzinach                         | Elżbieta Wąsik                   | Maciek Kur, Marcin Graj, Elżbieta Wąsik | 26 października 2014 |
| Żona Pana Misia urządza urodziny i postanawia zaprosić swoich dalekich krewnych. Gdy wychodzi na zakupy do domu przybywają Polarnych, Panna Wargacz (tancerka z Indii) i Panda. Ponieważ zdaniem Pana Misia w ogóle nie przypominają niedźwiedzi niezwłocznie udaje się po detektywów i prosi by zbadali „co to za jedni i czemu podają się za niedźwiedzie”. Hip i Hurra próbują zdemaskować niedźwiedzie przez co dochodzi do serii komediowych incydentów.                                                                                            |                                                |                                  |                                         |                      |

## Nagrody i wyróżnienia
- 9'th Athens Animfest 2014 – II miejsce dla odcinka „Wielkie małe gwiazdy”.
- Kraków, 2014 Festiwal Filmów dla Dzieci – Nagroda Publiczności odcinek „Gdzie jest Leon?”